# أندريا فريل
أندريا فريل (بالإسبانية: Andrea Fraile)‏ هي دراجة إسبانية، ولدت في 2 يناير 1993 في بلنسية في إسبانيا.

## وصلات خارجية
- أندريا فريل على موقع الاتحاد الدولي للدراجات (الإنجليزية)
- أندريا فريل على موقع إحصائيات الدراجات الإحترافية (الإنجليزية)
- أندريا فريل على موقع نسبة الدراجات (الإنجليزية)